# Upojenie (singel)
Upojenie - singel promocyjny wydany w 2001 r., z albumu Lubię, kiedy kobieta, wykonywany przez Michała Żebrowskiego i Annę Marię Jopek.

## Lista utworów
Upojenie
1. Wersja radiowa (Michała)
2. Wersja radiowa (Anny)
3. Akustycznie
4. Remix Bzima